# Satanica
Satanica – czwarty studyjny album polskiej grupy muzycznej Behemoth. Wydany został 1999 roku nakładem wytwórni muzycznej Avantgarde Music oraz w rok później dzięki Dwell Records.
Był to ostatni album z udziałem gitarzysty Leszka Dziegielewskiego, który odszedł z zespołu jeszcze w 1999 roku. Jest to również pierwszy album z wyraźnymi wpływami stylu death metal, wzbogacony, charakterystycznymi dla Behemotha, nakładanymi wielościeżkowo wokalami. To połączenie dwóch gatunków jest określane jako blackened death metal, na kształt którego płyta wywarła duży wpływ.
Część nakładu wydawnictwa zawierała zmieniony tytuł pierwszego utworu (Decade Of Therion) na Decade Of ΘΕΡΙΟΝ oraz Decade of Oepium. Natomiast wydana przez Metal Mind Productions reedycja albumu zawierała dodatkowo sześć utworów koncertowych.

## Lista utworów
Opracowano na podstawie materiału źródłowego.
| Nr | Tytuł utworu                                 | Słowa               | Muzyka      | Długość |
| -- | -------------------------------------------- | ------------------- | ----------- | ------- |
| 1. | „Decade of Therion”                          | Krzysztof Azarewicz | Adam Darski | 3:19    |
| 2. | „LAM”                                        | Krzysztof Azarewicz | Adam Darski | 4:13    |
| 3. | „Ceremony of Shiva”                          | Krzysztof Azarewicz | Adam Darski | 3:32    |
| 4. | „Of Sephirotic Transformation and Carnality” | Krzysztof Azarewicz | Adam Darski | 4:31    |
| 5. | „The Sermon to the Hypocrites”               | Krzysztof Azarewicz | Adam Darski | 5:03    |
| 6. | „Starspawn”                                  | Adam Darski         | Adam Darski | 3:32    |
| 7. | „The Alchemist's Dream”                      | Krzysztof Azarewicz | Adam Darski | 5:40    |
| 8. | „Chant For Eschaton 2000”                    | Krzysztof Azarewicz | Adam Darski | 5:22    |
|    |                                              |                     |             | 35:12   |

| CD2 - reedycja | CD2 - reedycja                               | CD2 - reedycja   | CD2 - reedycja | CD2 - reedycja |
| Nr             | Tytuł utworu                                 | Słowa            | Muzyka         | Długość        |
| -------------- | -------------------------------------------- | ---------------- | -------------- | -------------- |
| 1.             | „Diableria (The Great Introduction) (live)”  | Adam Darski      | Adam Darski    | 0:44           |
| 2.             | „The Thousand Plagues I Witness (live)”      | Adam Darski      | Adam Darski    | 5:26           |
| 3.             | „Satan's Sword (I Have Become) (live)”       | Adam Darski      | Adam Darski    | 4:48           |
| 4.             | „From The Pagan Vastlands (live)”            | Tomasz Krajewski | Adam Darski    | 3:30           |
| 5.             | „Driven By The Five-Winged Star (live)”      | Adam Darski      | Adam Darski    | 5:34           |
| 6.             | „The Entrance To The Spheres Of Mars (live)” | Adam Darski      | Adam Darski    | 4:41           |
|                |                                              |                  |                | 24:43          |

## Twórcy
Opracowano na podstawie materiału źródłowego.
| Zespół Behemoth w składzie - Adam "Nergal" Darski – śpiew, gitara rytmiczna, gitara prowadząca, gitara basowa, syntezatory, kierownictwo artystyczne, produkcja muzyczna, miksowanie - Zbigniew "Inferno" Promiński – perkusja - Leszek "L-Kaos" Dziegielewski – gitara prowadząca | Produkcja - M.A. – produkcja muzyczna, miksowanie - Grzegorz Piwkowski – mastering - Tomasz "Graal" Daniłowicz – oprawa graficzna, okładka - Marquis – logo - Krzysztof Azarewicz – słowa - Katarzyna Brejwo – konsultacje gramatyczne - Agnieszka Gafka – zdjęcia |

## Wydania
| Rok  | Nr katalogowy  | Format | Wytwórnia              | Kraj              |
| ---- | -------------- | ------ | ---------------------- | ----------------- |
| 1999 | AV041          | CD     | Avantgarde Music       | Europa            |
| 1999 | AV041LTD       | 2CD    | Avantgarde Music       | Europa            |
| 1999 | AV041          | LP     | Avantgarde Music       | Europa            |
| 1999 | MMP CD 0077    | CD     | Metal Mind Productions | Polska            |
| 1999 | MMP CD 0090 DG | CD     | Metal Mind Productions | Polska            |
| 2000 | CD-1059        | CD     | Dwell Records          | Stany Zjednoczone |
| 2002 | 02-174         | CD     | Irond Records          | Rosja             |